# Baloghonthobium monommoides
Baloghonthobium monommoides là một loài bọ cánh cứng trong họ Bọ hung (Scarabaeidae).